# 東武小泉線
小泉線（こいずみせん）は、群馬県館林市の館林駅と群馬県邑楽郡大泉町の西小泉駅及び群馬県太田市の太田駅と群馬県邑楽郡大泉町の東小泉駅を結ぶ東武鉄道の鉄道路線である。駅ナンバリングの路線記号はTI。
沿線の大泉町には工場が多く、東武佐野線同様沿線工場への通勤者がメインの客である。
本項では、かつて存在した西小泉駅から仙石河岸駅までの貨物線である仙石河岸線（せんごくがしせん）についても触れる。

## 路線データ
- 路線距離：館林駅 - 西小泉駅間 12.0 km、太田駅 - 東小泉駅間 6.4 km
- 軌間：1,067 mm
- 駅数：9駅（起終点駅含む）
- 複線区間：なし（全線単線）
- 電化区間：全線（直流1,500 V）
- 最高速度：75 km/h[1]
- 保安装置：東武形ATS
- 利用客数：2130人（2007年）
- 収支：1億3000万円の黒字
- 営業係数：83.7[2]

館林駅 - 東小泉駅 - 太田駅 - 足利市駅 - 館林駅は東武鉄道唯一の環状区間となっている。環状区間内の駅を発着する乗車券・定期券を所持している場合、券面表示の経路に関わらず、途中下車しない限り迂回して乗車することができる（旅客営業規則第159条、定期券は2024年4月1日より適用）。上記は実キロで、運賃計算に用いる営業キロは館林駅 - 東小泉駅 - 太田駅間を距離の長い伊勢崎線経由のキロ数に合わせて20.1 kmとしている（実キロは16.2 km）。
キロポストは、支線の太田駅 - 東小泉駅間も太田駅からではなく本線の館林駅からの距離の表示となっている（東小泉駅から太田駅に向かって数字が増えていく）。なお、『鉄道要覧』による支線の起点は太田駅で、東小泉方面行きが下り、太田方面行きが上りとなる。太田駅 - 東小泉駅間のみを運行する列車と桐生線直通列車との間で列車番号の奇数・偶数が逆転している。以下当記事において支線についても、東小泉駅から太田駅へ向かう方を下り、逆方向を上りとして解説する。

## 運行形態
ワンマン運転の普通列車のみが館林駅 - 西小泉駅間と桐生線赤城駅 - 太田駅 - 東小泉駅間で運転されている。また上り方面の最終1本前に西小泉駅 → 東小泉駅間を走る区間列車が設定されている（東小泉駅で約3分停車後、赤城方面最終列車として折り返す）。桐生線直通列車のほとんどは太田駅で時間調整を行うため、列車の停車時間は長く、列車によっては27分ほど停車していることもある。
かつては西小泉駅 - 太田駅間の直通列車や、西小泉駅 - 伊勢崎駅間の伊勢崎線直通列車、西小泉駅 - 赤城駅間の桐生線直通列車が運転されていたほか、館林駅 - 太田駅間を直通する列車もあった。また赤城行き（復路は久喜行き）の貨物列車が小泉線経由で運行されていた。さらに2003年（平成15年）3月18日まで沿線学校の通学客のために休校日を除く平日に館林駅 - 成島駅のみを結ぶ区間列車が運行されていた。館林駅 - 太田駅間を直通利用する場合、東小泉駅での接続時間によってメインルートである足利市駅経由よりも早く着くこともあれば、遅くなることもある。乗換駅の東小泉駅は島式ホーム1面2線構造のため乗り換えに際し跨線橋の昇降が不要である。車内には伊勢崎線系統の主要列車時刻表が掲示されている。

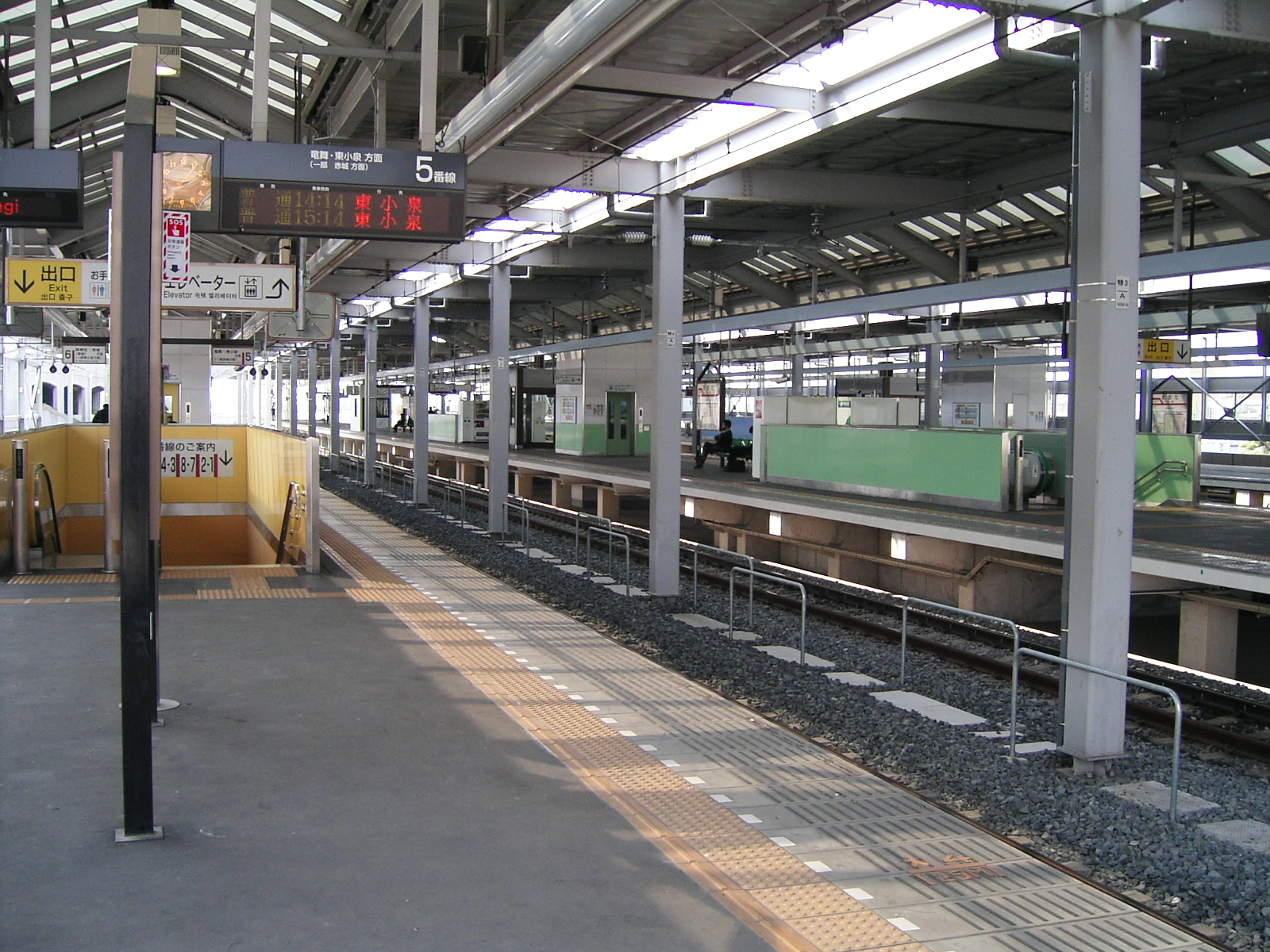
太田駅の小泉線ホーム
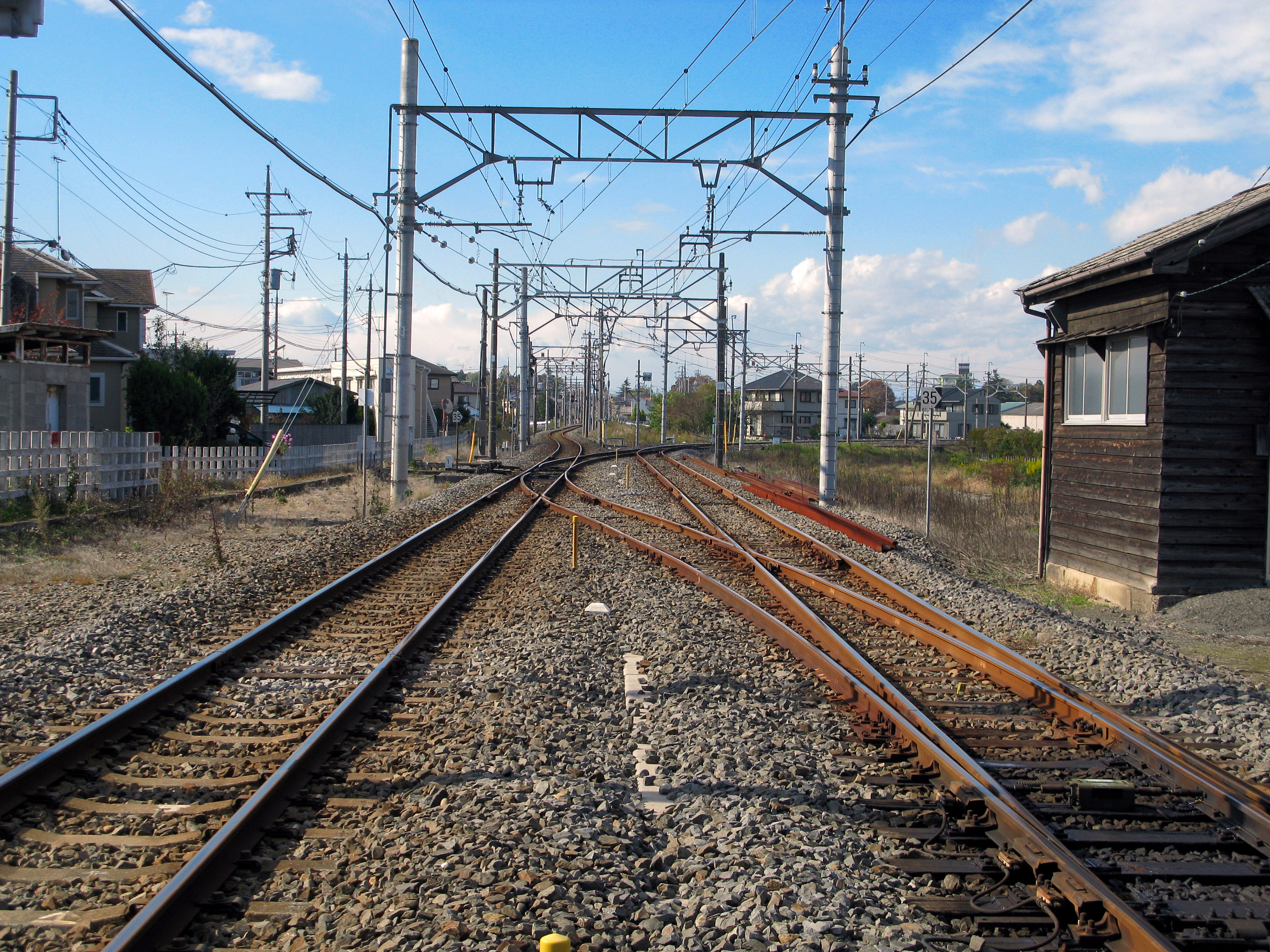
東小泉駅の本線と支線の分岐
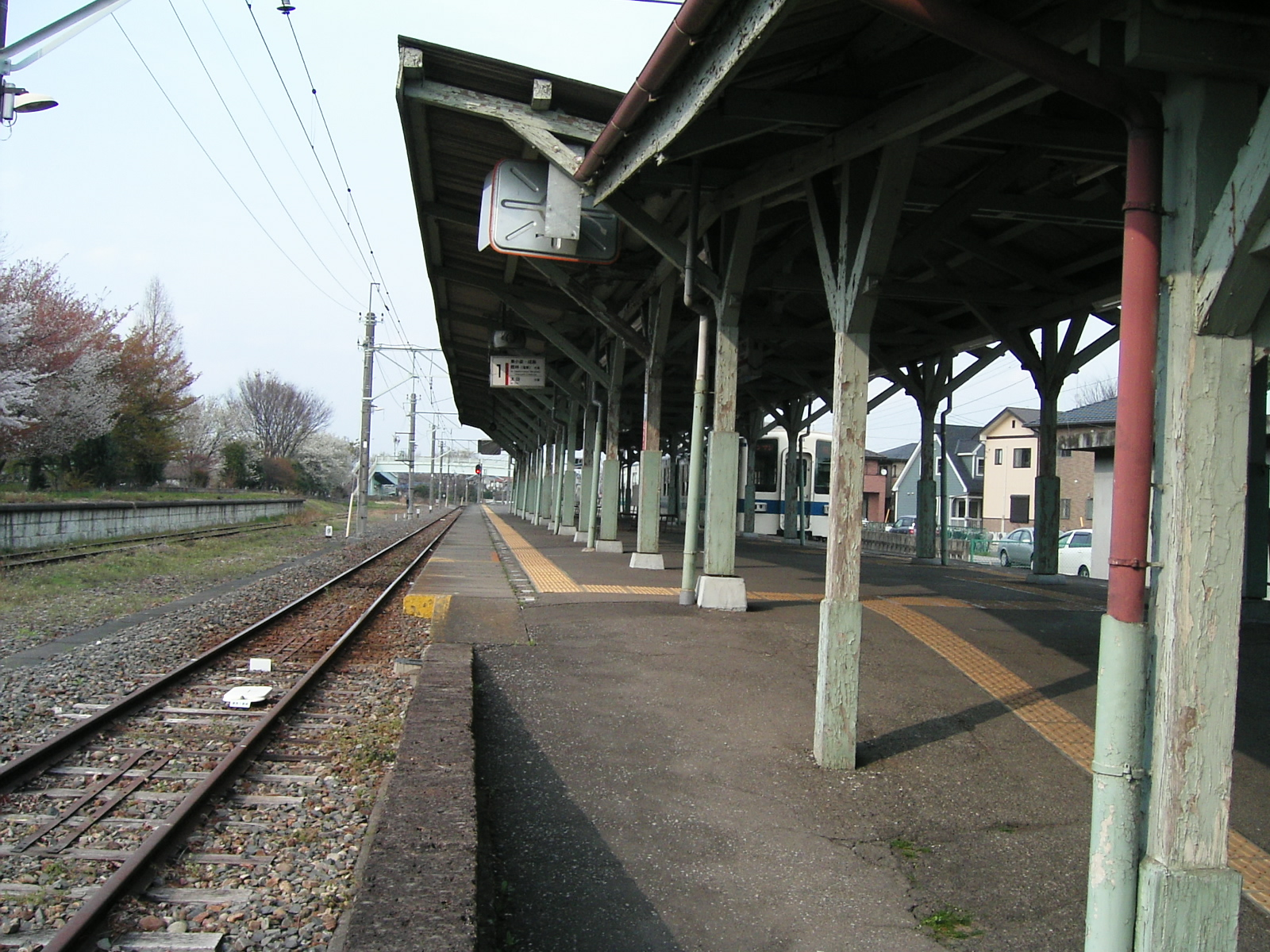
方面標識の色は桐生線・伊勢崎線東武動物公園以北と同じ赤系（2007年、西小泉駅旧駅舎時代）。

## 使用車両

### 現在の車両
以下の2車種を当線・佐野線・桐生線（当線太田 - 東小泉間直通）の3路線でそれぞれ使用。
- 10000系（南栗橋車両管区春日部支所所属・2両ワンマン編成で運行）
- 8000系8500型 （南栗橋車両管区春日部支所所属・2両ワンマン編成で運行）

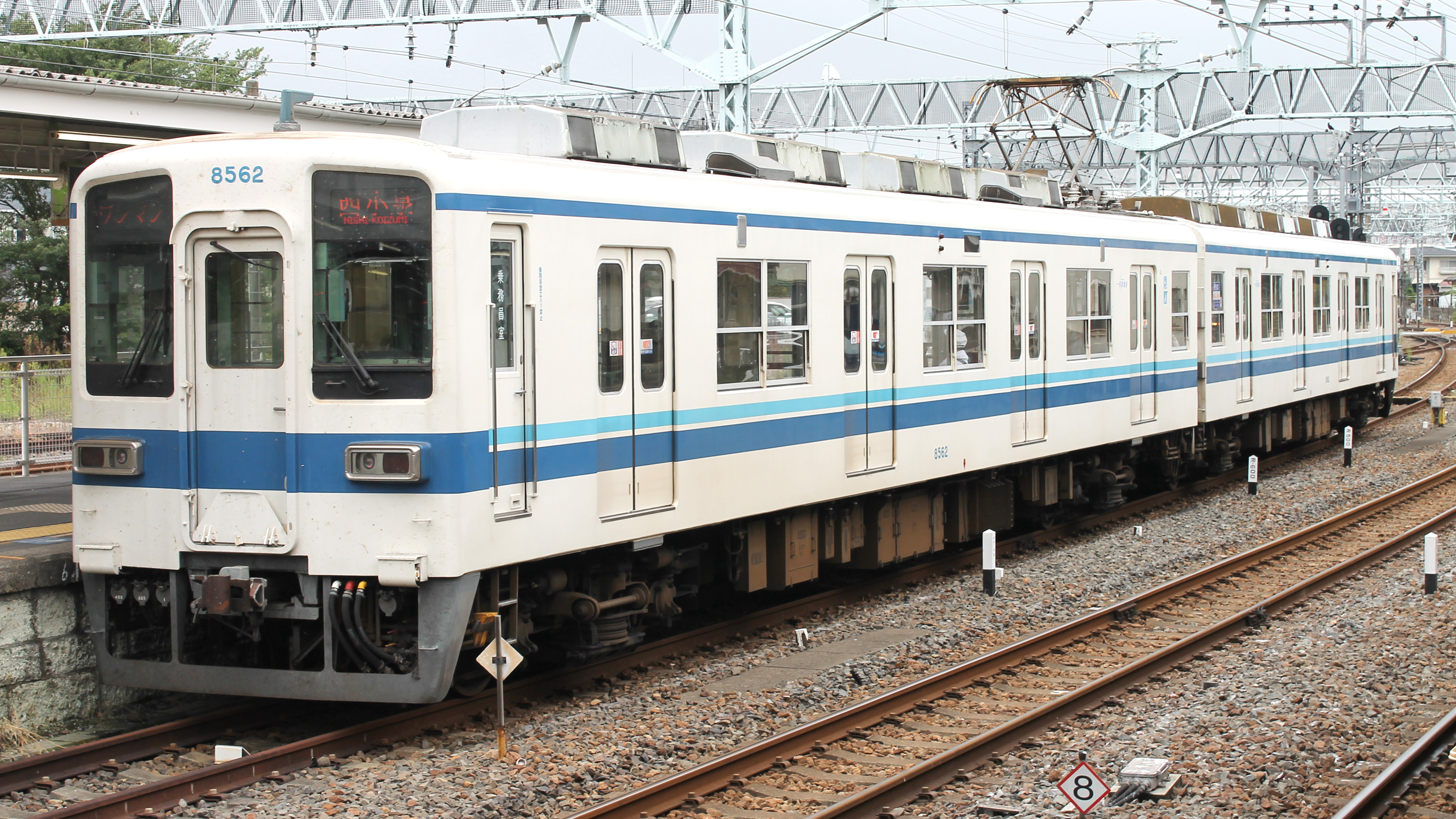
8000系8500型
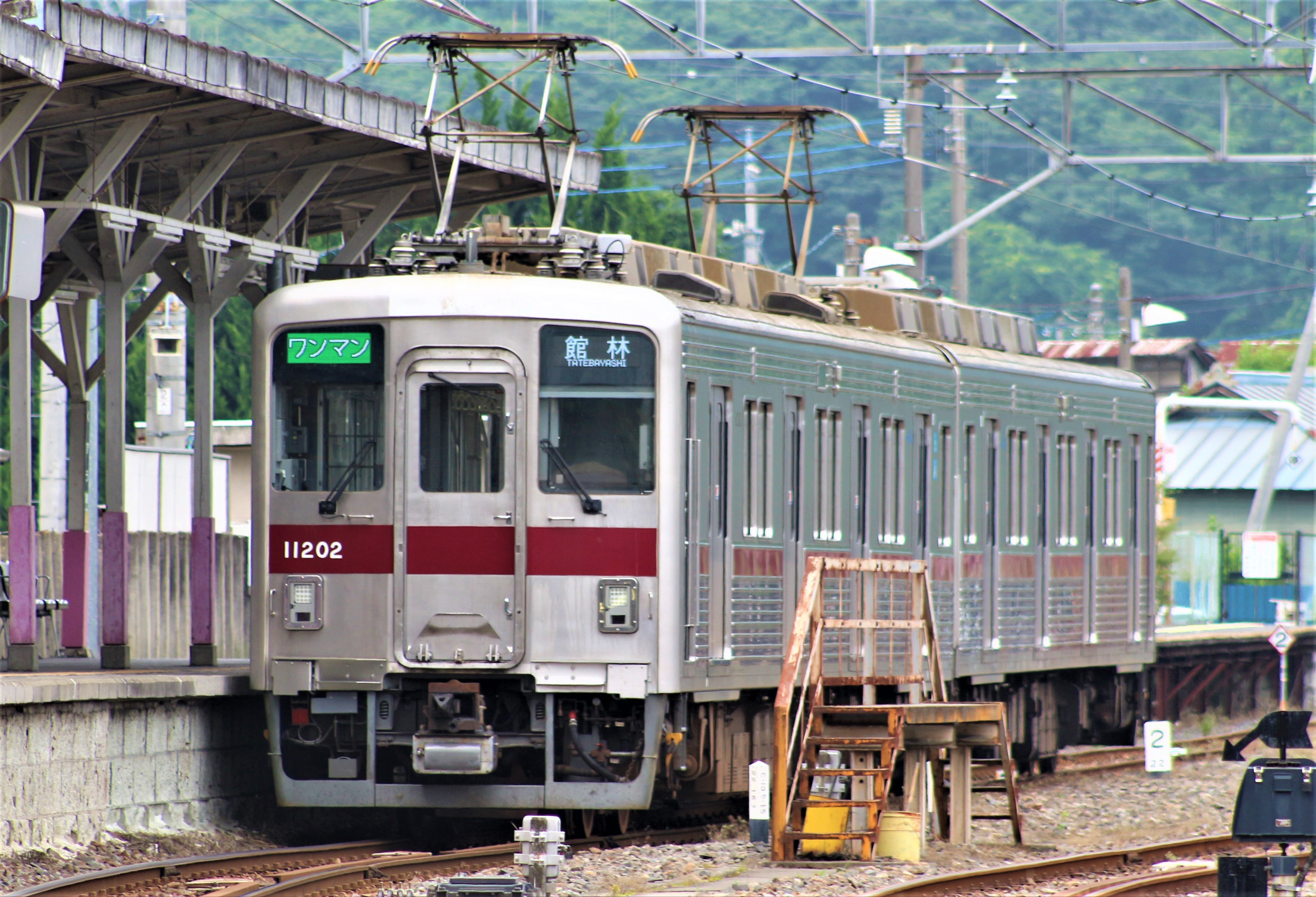
10000系

### 過去の車両
- モハ1600形（館林 - 西小泉・太田 - 東小泉、1972年撤退）
- 3050系（館林 - 西小泉・太田 - 東小泉、1996年4月29日撤退）
- 5000系・5050系（館林 - 西小泉・太田 - 東小泉、2006年3月17日撤退）
- 1800系通勤化改造車（館林 - 西小泉、2006年7月3日撤退）

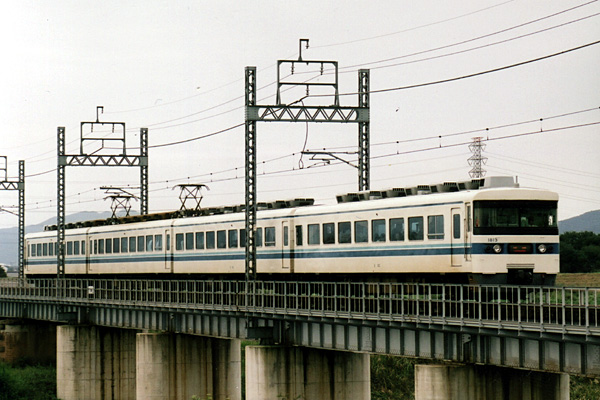
1800系通勤化改造車

## 歴史
小泉線の前身は、1917年（大正6年）3月12日に館林 - 小泉町間で営業開始した中原鉄道（ちゅうげんてつどう）小泉線であった。同社は1922年（大正11年）に上州鉄道と改称され、軽便鉄道から地方鉄道となったが、1937年（昭和12年）に東武鉄道に買収された。その結果、中原鉄道小泉線が東武鉄道小泉線となった。
その後、小泉町駅と仙石河岸駅を結ぶ仙石河岸貨物線が開業し、途中に新小泉駅が開設された。付近には富岡氏が支配した小泉城、富岡氏から分かれた小泉氏発祥の地もある。
1941年（昭和16年）6月1日に中島飛行機小泉製作所への輸送を行うため、太田 - （現）東小泉間が開通したことを受け、小泉信号所（現・東小泉駅）が設けられた。同駅は翌1942年（昭和17年）4月に東小泉駅と改称し、旅客営業を開始している（代わりに小泉町駅での旅客営業を中止）。同年12月1日には仙石河岸線に西小泉駅が開設され、中島飛行機小泉製作所の玄関駅となった。
さらに軍の要請によって仙石河岸線の新小泉駅から利根川を渡り、埼玉県側の妻沼駅で熊谷線と接続する計画も立てられ一部着手されたものの、第二次世界大戦の終結により工事は中断。戦後には工事再開も検討されたが実現せず、1974年（昭和49年）に免許が取り下げられた。その後、西小泉駅以南の仙石河岸貨物線は1976年（昭和51年）に廃止され（跡地は遊歩道「いずみ緑道」に転用）、熊谷線も1983年（昭和58年）に非電化のまま廃止されている。
東小泉駅は、1955年（昭和30年）に再び信号所となったが（代替として小泉町駅での旅客営業を再開）、1977年（昭和52年）の西邑楽高校開校に併せて旅客営業を再開し、小泉町駅とともに現在に至っている。東小泉駅の信号所時代は西小泉 - 太田間と西小泉 - 館林間での乗り換え専用の乗降場であり、乗下車駅として利用することはできなかった。
太田 - 東小泉間では2003年（平成15年）3月19日にワンマン運転を、2006年（平成18年）3月18日からは桐生線との直通運転を開始した。また、残った館林 - 西小泉間でも2006年9月28日からワンマン運転が開始され、小泉線は全区間でワンマン運転が行われるようになった。

### 年表
- 1917年（大正6年）3月12日 中原鉄道が館林 - 小泉町間を開業[7]。
- 1922年（大正11年）2月20日 中原鉄道が上州鉄道への商号変更（決議）[8]。
- 1926年（大正15年）3月18日 成島駅開業[9][注釈 1]。
- 1928年（昭和3年）12月10日 目車駅開業[13][注釈 2]。
- 1931年（昭和6年）11月10日 瘤観音（こぶかんのん）駅開業[14][注釈 3]。
- 1933年（昭和8年）3月1日 狸塚（むじなづか）駅開業[11]。
- 1937年（昭和12年）
  - 1月10日 東武鉄道が上州鉄道の鉄道事業を譲受[15]。
  - 8月4日 鉄道免許状下付（貨物支線 邑楽郡小泉町-同郡大川村間）[16]
- 1939年（昭和14年）4月13日 仙石河岸線 小泉町 - 仙石河岸間開業（貨物線）[11]。
- 1941年（昭和16年）
  - 6月1日  太田 - 小泉町間が開業。
  - 6月1日 小泉信号所 - 太田間旅客運輸営業開始[17]
  - 7月10日 小泉町 - 西小泉間旅客運輸営業開始[18][注釈 4]
  - 8月1日 小泉信号所-太田間貨物運輸営業開始[19]
  - 12月1日 小泉信号所（現在の東小泉駅）開設[20]。
  - 12月25日 目車駅・狸塚駅・瘤観音駅廃止[11]。
- 1942年（昭和17年）
  - 4月1日 小泉信号所を旅客駅に変更し、東小泉駅開業[11][21]。
  - 5月10日 竜舞駅開業、小泉町駅旅客営業廃止[11][21]。
- 1943年（昭和18年）
  - 5月16日 太田 - 西小泉間電化。
  - 10月19日 館林 - 東小泉間電化。
- 1945年（昭和20年）12月5日 成島 - 本中野間に小蓋信号所および側線を設置[11][22][注釈 5]。
- 1946年（昭和21年）9月1日 小蓋信号所および側線を閉鎖[11][22][注釈 6]
- 1955年（昭和30年）9月20日 東小泉駅を信号所に変更、小泉町駅旅客営業再開、新小泉駅開業[11][21]。
- 1975年（昭和50年）4月1日 新小泉駅廃止。
- 1976年（昭和51年）10月1日 仙石河岸線 西小泉 - 仙石河岸間廃止。
- 1977年（昭和52年）4月1日 東小泉駅旅客営業再開[21]。
- 1996年（平成8年）10月1日 貨物列車廃止（運行は9月25日まで）。
- 2003年（平成15年）3月19日 東小泉 - 太田間でワンマン運転開始[5]。
- 2006年（平成18年）
  - 3月18日 桐生線との直通運転再開（太田駅高架化工事のため一時休止）。
  - 9月28日 館林 - 西小泉間でワンマン運転開始[6]。
- 2012年（平成24年）3月17日 全駅で駅ナンバリング導入。

## 駅一覧
- 全列車全駅に停車、全区間でワンマン運転。
- 運賃計算は営業キロを用いる。
- 全駅群馬県内に所在。
- 線路（東武小泉線内は全線単線） … ◇：列車交換可 ｜：列車交換不可 ∧：終着駅

### 館林 - 西小泉間
| 駅番号 | 駅名     | 実キロ | 実キロ | 営業キロ | 営業キロ | 接続路線                      | 線路 | 所在地 | 所在地 |
| 駅番号 | 駅名     | 駅間   | 累計   | 駅間     | 累計     | 接続路線                      | 線路 | 所在地 | 所在地 |
| ------ | -------- | ------ | ------ | -------- | -------- | ----------------------------- | ---- | ------ | ------ |
|        |          |        |        |          |          |                               |      |        |        |
| TI-10  | 館林駅   | -      | 0.0    | -        | 0.0      | 東武鉄道： 伊勢崎線・ 佐野線  | ｜   | 館林市 | 館林市 |
| TI-41  | 成島駅   | 2.0    | 2.0    | 2.6      | 2.6      |                               | ◇    | 館林市 | 館林市 |
| TI-42  | 本中野駅 | 4.1    | 6.1    | 4.2      | 6.8      |                               | ◇    | 邑楽郡 | 邑楽町 |
| TI-43  | 篠塚駅   | 2.1    | 8.2    | 2.4      | 9.2      |                               | ｜   | 邑楽郡 | 邑楽町 |
| TI-44  | 東小泉駅 | 1.6    | 9.8    | 1.8      | 11.0     | 東武鉄道： 小泉線（太田方面） | ◇    | 邑楽郡 | 大泉町 |
| TI-45  | 小泉町駅 | 0.9    | 10.7   | 0.9      | 11.9     |                               | ｜   | 邑楽郡 | 大泉町 |
| TI-46  | 西小泉駅 | 1.3    | 12.0   | 1.3      | 13.2     |                               | ∧    | 邑楽郡 | 大泉町 |

### 東小泉 - 太田間
| 駅番号 | 駅名     | 実キロ | 実キロ | 営業キロ | 営業キロ | 接続路線                                         | 線路 | 所在地        |
| 駅番号 | 駅名     | 駅間   | 累計   | 駅間     | 累計     | 接続路線                                         | 線路 | 所在地        |
| ------ | -------- | ------ | ------ | -------- | -------- | ------------------------------------------------ | ---- | ------------- |
|        |          |        |        |          |          |                                                  |      |               |
| TI-44  | 東小泉駅 | -      | 0.0    | -        | 0.0      | 東武鉄道： 小泉線（西小泉方面・館林方面）        | ◇    | 邑楽郡 大泉町 |
| TI-47  | 竜舞駅   | 3.1    | 3.1    | 4.4      | 4.4      |                                                  | ◇    | 太田市        |
| TI-18  | 太田駅   | 3.3    | 6.4    | 4.7      | 9.1      | 東武鉄道： 桐生線（赤城方面直通運転）・ 伊勢崎線 | ◇    | 太田市        |

### 廃止区間
仙石河岸線
西小泉駅 - 新小泉駅 - 仙石河岸駅

### 廃駅
上記の廃止区間内の駅を除く。
- 目車駅（館林 - 成島間 1928年12月10日開業・1941年12月25日廃止）
- 狸塚駅（成島 - 本中野間 1933年3月1日開業・1941年12月25日廃止）
- 瘤観音駅（東小泉 - 小泉町間 1931年11月10日開業・1941年12月25日廃止）

## 乗降人員
2023年度における各駅の1日当たりの乗降人員を以下に示す（単位：人）
- 館林駅 - 9,789
- 成島駅 - 666
- 本中野駅 - 871
- 篠塚駅 - 212
- 東小泉駅 - 1,212
- 小泉町駅 - 346
- 西小泉駅 - 1,201
- 竜舞駅 - 559
- 太田駅 - 10,112

## PASMO導入について
- 小泉線では、2007年3月18日からSuicaとの相互利用が可能なICカード「PASMO」を導入しているが、自動改札機を設置していない駅（館林駅及び太田駅以外）については簡易ICカード改札機を設置して対応している。